# Debeni
Debeni este o localitate din comuna Gorenja vas - Poljane, Slovenia, cu o populație de 30 de locuitori.